# Elektrárna Vítkovice
Elektrárna Vítkovice je tepelná elektrárna společnosti ČEZ spalující černé uhlí. Elektrárna se nachází v Ostravě-Vítkovicích poblíž areálu Vítkovických železáren a slouží k výrobě elektřiny a tepla.

## Technické parametry
V elektrárně jsou umístěny tři kotelní jednotky s tepelným výkonem 342 MW. Tyto kotle vyprodukují 4000 TJ páry za rok. Tato pára slouží z 55 % k produkci elektrické energie, zbývající část energie se využívá pro výrobu tepla, jehož roční produkce je 210 000 MWh.
Pod tento závod spadá také mobilní výtopna na zemní plyn, která je umístěna ve firmě Vítkovice Steel. Tato výtopna disponující tepelným výkonem 18 MW a roční produkcí 200 TJ slouží k výrobě páry pro potřebu vakuového lití oceli.

## Historie
Provozovatelem tohoto energetického zdroje byla od roku 2000 společnost Energetika Vítkovice, a.s., jehož jediným akcionářem byla Severomoravská energetika, a.s. 26. října 2007 se jediným akcionářem této firmy stala společnost ČEZ. 1. října 2008 společnost Energetika Vítkovice zanikla bez likvidace, neboť fúzovala s mateřskou společností ČEZ.